# Nina von Engeström
Carolina (Nina) Christina Mathilda von Engeström, född 23 november 1836 på Kipplingebergs herrgård i Bälinge socken i Uppland, död 7 februari 1908 i Örebro, var en textil mönsterritare.

## Vävintresse
Nina von Engeström hade tidigt ett intresse för vävning och kom att ägna hela sitt liv åt det. Dels drev hon vävskolor, dels gav hon ut en bok: ”Praktisk väfbok – tillegnad den idoga Svenska qvinnan” som kom ut första gången 1896. Den kom att bli en storsäljare som fick tryckas upp i nya upplagor fem gånger fram till 1913, boken kom därefter ut i flera upplagor, bland annat i faksimil så sent som 1981. Nina von Engeström skrev boken baserad på många års erfarenhet av sina egna Vävskolor.
Fadern var kammarjunkare John Fredrik von Engeström, en son till Johan Mathias von Engeström, och modern Matilda Augusta von Schoultz. Det var modern som såg till att hon lärde sig väva och grundlade hennes intresse för slöjd. Hon växte upp under den tid när fabrikstillverkade textilier tog över allt mer av marknaden på bekostnad det hemvävda, och det fick henne att bestämma sig för att bli vävlärare.

## Vävskola i Uppsala
År 1884 startade hon en egen vävskola i Uppsala och verksamheten pågick fram till 1903. Hon innehade vävskolan i Uppsala från sommaren 1884 till hösten 1893.

## Vävskola i Örebro
Under åren 1893–1894 hade hon kortare kurser i Västmanland och två kortare kurser i Örebro och intresset var så stort att hon startade även en Vävskola där som redan år 1899 hade utexaminerat 360 elever. Från våren 1894 innehade hon vävskolan i Örebro, Nina von Engeströms Väfskola. Den var belägen i fastigheten Fabriksgatan 21 i Örebro. På vävskolan i Örebro hade hon 26 vävstolar, varav en jacquardvävstol för damastvävning. Hilda Hellgren arbetade under några år med just damastvävning hos Nina von Engeström. Hon blev bekant över hela landet som en skicklig väverska. År 1896 utgav hon första gången boken Praktisk väfvbok – tillegnad den idoga Svenska qvinnan.
Eleverna vid Nina von Engeströms Väfskola i Örebro var föreståndarinnor för slöjd- och vävskolor, folkskollärarinnor, folkskollärares fruar och döttrar samt fruar och döttrar från andra klasser. De fick lära sig uppsättning av vävar till allt som förekom i varje hem; det var möbeltyger, mattor, gardiner, sängtäcken, filtar, duktyger, klädtyger med mera. Örebro läns Slöjdförening beviljade anslag till skolan för ett antal mindre bemedlade elevers utbildning. År 1895 lämnades anslag av 150 kr för sju frielever (månadskurs). Från 1897 lämnade landstinget årligen anslag till skolan mot skyldigheten att ta emot 10 frielever. Efter Nina von Engeströms död 1908 fortsatte skolan under namnet Örebro Vävskola. Hennes assistent fröken Dagmar Swidén övertog skolan på villkor att Slöjdföreningen lämnade anslag till lokalhyran och delvis uppvärmning samt en 4-veckors kurs för lärarinnor. Nina von Engeströms bror godsägare Johan von Engeström erbjöd Örebro läns slöjdförening rätten att tills vidare använda skolans inventarier och skolan bytte samtidigt namn till Örebro Vävskola.

## Damastvävstolen
Åren 1899–1900 byggdes Nina von Engeströms största damastvävstol för två jacquardmaskiner, som kom att kallas ”Jättestolen” eller ”Jumbo”, med sina 310 cm som vävbart innermått. Den stod efter hennes död 1908 oanvänd i 17 år innan damastvävaren Carl Widlund på godset Tranjerdstorp i Karlstad övertog den från omkring 1925. Vävstolen fanns sedan på Tranjerdstorps herrgård, där Widlund från 1925 till sin död 1968 vävde på den. Nina von Engeströms handjacquardvävstols stora bredd kräver två jacquardmaskiner med varsin trampa. Den tredje trampan är till solvskaftapparaten. På var sida om vävstolen löper hålkortkedjorna i en oändlig slinga från jacquarderna. Hålkorten är till för att styra mekaniska vävstolar. Vävstolen används nu i Klässbols linneväveri i Värmland, där den finns sedan 1991.

## Mönster och bruksvävar
Vid sin död överlät Nina von Engeström en stor del av sina mönster till Carl Widlund. Parallellt med de Ekenmarkska mönsterböckerna är det sannolikt så att dessa två verk, mönsterböckerna och Praktisk vävbok, var de som kom att vara stilbildande för all slags vävning ända in i våra dagar. Carl Widlund hade övertagit tre mönster från Nina von Engeström i Örebro. Dessa mönster var ”Vindruvsmönstret”, ett mycket vanligt mönster från en gammal duk, som damastvävare vävde i olika varianter, samt ett mönster efter en gammal servett, det ”Engeströmska medaljongmönstret”, ett mönster på thédukar efter en duk, och slutligen ”Nordstjärnan”, ett traditionellt drällmönster med stjärnor. Drälltekniken ger ett karaktäristiskt rutmönster.
Nina von Engeström hade kontakt med tidens främsta patrontecknare, textilingenjören Arthur Krebs vid Borås Väfskola och verkmästare Erik Holmberg vid Almgrens sidenväveri i Stockholm. Båda hjälpte henne att kopiera och rita damastmönster. Hon deltog i flera utställningar och fick medalj för sina välgjorda damastdukar både i Sverige och USA.

## Praktisk vävbok
Boken ”Praktisk väfbok – tillegnad den idoga Svenska qvinnan” kom ut första gången 1896. Den kom att bli en storsäljare som fick tryckas upp i nya upplagor fem gånger fram till 1913, boken kom därefter ut i flera upplagor. Praktisk väfbok innehåller inte så mycket beskrivningar av hur man sätter upp vävar, men mer än 200 olika mönster till bruksvävar (klädestyg, möbeltyg, handdukar, dukar), trots att Engeströms största intresse var damastvävning.
Nina von Engeströms vurm för vävnadskonsten framgår av inledningen där hon skriver: 
”För de bedröfvade och lidande blir vävstolen snart en god vän, som hjelper igenom svåra tider, då menskligt deltagande kan göra så litet för att hjelpa den lidande. Väfningen kan taga hela vårt intresse, sjelfva ljudet af de regelbundna väfslagen stillar den inre oron och bidrager i sanning att så småningom återgifva frid och glädje.”
Boken har sedan 1981 tryckts upp i tre upplagor som faksimil och finns åter tillgänglig i handeln.
Örebro läns museum fick från Örebro läns slöjdförening både textilier från Nina von Engeströms vävskola och handskrivna originalsidor till boken i sina samlingar. Föremålen har sedan dess visats på en utställning om vävskolans historia skapad av Eva Svärd.